# Budgie (album)
Budgie – eponimiczny album studyjny walijskiej grupy hardrockowej Budgie, który wydano w 1971 roku. Przez niektórych płyta uważana jest za prekursora doom metalu.

## O albumie
Nagrania rejestrowano w ciągu 4 dni w 1971 w studiach Rockfield Studios w pobliżu Monmouth. Materiał nagrany „na żywo” w studiu, był później uzupełniany przez typowe nagrania studyjne. Efektem było połączenie naturalności grania koncertowego z czystością i siłą nagrań studyjnych. Autorami wszystkich kompozycji są członkowie zespołu. Płyta została wydana przez wytwórnię płytową MCA w czerwcu 1971 (MCF 2506) i miała kilka reedycji. M.in. w 1991 roku ukazało się wydawnictwo CD amerykańskiej wytwórni Roadrunner zawierające dodatkowo nagranie „Crash Course in Brain Surgery” z albumu In for the Kill. W 2004 roku nakładem Noteworthy Productions ukazała się płyta CD, na której zamieszczono cztery dodatkowe nagrania (dwie
wersje zarejestrowane ponownie w 2003 roku, jedną wersję singlową i jedną alternatywną).

## Lista utworów
Strona A
| 1. | „Guts”                                               | 4:20  |
|    |                                                      |       |
| 2. | „Everything in my Heart” (Shelley, Bourge, Phillips) | 1:00  |
|    |                                                      |       |
| 3. | „The Author”                                         | 6:25  |
|    |                                                      |       |
| 4. | „Nude Disintegrating Parachutist Woman”              | 8:30  |
|    |                                                      |       |
|    |                                                      | 20:15 |
|    |                                                      |       |
Strona B
| 5. | „Rape of the Locks”  | 6:10  |
|    |                      |       |
| 6. | „All Night Petrol”   | 6:00  |
|    |                      |       |
| 7. | „You and I”          | 1:45  |
|    |                      |       |
| 8. | „Homicidal Suicidal” | 6:30  |
|    |                      |       |
|    |                      | 20:25 |
|    |                      |       |
CD (2004) – nagrania dodatkowe
| 9.  | „Crash Course In Brain Surgery” (wersja alternatywna)     | 2:36  |
|     |                                                           |       |
| 10. | „Nude Disintegrating Parachutist Woman” (wersja singlowa) | 4:08  |
|     |                                                           |       |
| 11. | „Nude Disintegrating Parachutist Woman” (wersja 2003)     | 3:45  |
|     |                                                           |       |
| 12. | „Guts” (wersja 2003)                                      | 3:53  |
|     |                                                           |       |
|     |                                                           | 14:22 |
|     |                                                           |       |

## Twórcy
- Tony Bourge – śpiew, gitary
- Burke Shelley – gitara basowa, śpiew, melotron
- Ray Philips – perkusja, instrumenty perkusyjne
- Rodger Bain – produkcja
- Shepard Sherbell – zdjęcia i projekt okładki
- David Sparling – praca plastyczna (front okładki)